# Soyhières
Soyhières (ancien nom allemand : Saugern) est une commune suisse du district de Delémont, dans le canton du Jura.

## Géographie

### Situation

Vue aérienne (1953)

Soyhières, situé à proximité de Delémont et de Bâle, comprend le village proprement dit ainsi que le hameau des Riedes-Dessus situé à environ 3,5 km en aval.
La commune de Soyhières s'étend sur 7,5 km2. Lors du relevé de 2013-2018, les surfaces d'habitations et d'infrastructures représentaient 7,1 % de sa superficie, les surfaces agricoles 30,1 %, les surfaces boisées 61,9 % et les surfaces improductives 1,3 %.

### Transport
La gare de Soyhières est fermée. Deux lignes de bus circulent dans le village. L'une vers Mettembert et Pleigne et la seconde vers la gare de Delémont où partent les trains ICN et régionaux pour Bâle, Bienne et Porrentruy. Il y a aussi une ligne de bus qui va de Delémont à Movelier et Roggenburg. En voiture, l'A16 est accessible par la sortie de Delémont-Est. 

## Histoire
Le document le plus ancien qui fasse mention d'un comte de Soyhières est de l'an 1102. Cette année-là un comes Ode de Soyhières, sur le conseil et à la demande de l'évêque Burkard de Hasenburg, du consentement de sa femme et de ses fils, fait don au couvent de St-Alban d'un domaine qu'il possède à Kembs.
En épousant Agnès de Sogern (Soyhières), Louis II de Ferrette (1160-1190) étend son Comté dans la vallée de la Birse, aux portes de Delémont, et lorgne du côté de l’abbaye de Moutier-Grandval, dont il est l’avoué pour quelques villages.

## Liste des maires successifs
- 1896-1898 : Wannier Séraphin
- 1899-1902 : Wannier Joseph
- 1903-1917 : Brêchet Léon
- 1917-1921 : Wannier Séraphin
- 1921-1922 : Gobat Charles, adjt
- 1922-1924 : Mertenat Étienne
- 1924-1926 : Mertenat Alphonse
- 1927-1942 : Fleury Arnold
- 1943-1947 : Mertenat Jules
- 1947-1954 : Schaller Roland
- 1954-1963 : Brêchet Marc
- 1964-1984 : Wernli Paul
- 1985-1986 : Chaignat Jean
- 1986-1997 : Parrat Roland
- 1998-2000 : Kohler Bernard
- 2001-2017 : Morel Pierre
- 2018-2022 : Zuber Christian

## Démographie

### Évolution de la population
La commune compte 431 habitants au 31 décembre 2023 pour une densité de population de 57 hab/km2. Sur la période 2010-2023, sa population a diminué de −11,7 % (canton : 6,4 % ; Suisse : 9,4 %).  

### Pyramide des âges
En 2023, le taux de personnes de moins de 30 ans s'élève à 28,7 %, au-dessous de la valeur cantonale (32,1 %). Le taux de personnes de plus de 60 ans est quant à lui de 32,5 %, alors qu'il est de 29,4 % au niveau cantonal.
La même année, la commune compte 204 hommes pour 227 femmes, soit un taux de 47,3 % d'hommes, inférieur à celui du canton (49,5 %).
| Hommes | Classe d’âge | Femmes |
| ------ | ------------ | ------ |
| 0,5    | 90 ans ou +  | 2,6    |
| 4,9    | 75 à 89 ans  | 11,5   |
| 23,5   | 60 à 74 ans  | 22,0   |
| 19,6   | 45 à 59 ans  | 18,5   |
| 21,1   | 30 à 44 ans  | 18,5   |
| 20,1   | 15 à 29 ans  | 15,0   |
| 10,3   | - de 14 ans  | 11,9   |

| Hommes | Classe d’âge | Femmes |
| ------ | ------------ | ------ |
| 0,7    | 90 ans ou +  | 1,8    |
| 8,6    | 75 à 89 ans  | 10,7   |
| 18,2   | 60 à 74 ans  | 18,8   |
| 20,3   | 45 à 59 ans  | 20,5   |
| 18,4   | 30 à 44 ans  | 17,8   |
| 18,1   | 15 à 29 ans  | 16,0   |
| 15,6   | - de 14 ans  | 14,4   |

## Patrimoine bâti
Église Saint-Étienne, de 1936-1938, par l’architecte Gustav Doppler. Elle a conservé un important mobilier ancien, dont un crucifix de 1720, par François-Joseph Mertenat, et des personnages du Calvaire, probablement par Conrad Berlinguer, de 1733. La crypte est consacrée au père Jean-Pierre Blanchard, mort en odeur de sainteté en 1824.
Maison Chappuis des Oblates de saint François de Sales (route de France 23). Cet imposant édifice à toit Mansart avec lucarnes du milieu du XVIIIe siècle abritait l’auberge de la Croix-Blanche créée en 1788. L'établissement a reçu dans les années 1810 deux hôtes de marque, à savoir Joséphine de Beauharnais, puis le roi de Prusse, Frédéric-Guillaume III. École privée depuis 1893.
École (route de France 36), construite en 1875-1876, rénovée en 1999.
Chapelle Notre-Dame-de-Lourdes (hors du village), bâtie en 1827-1828 (rénovée à la fin du XIXe siècle).
Château de Soyhières. Une forteresse, bâtie sur un éperon rocheux sans doute au XIIe siècle par les comtes de Soyhières, a passé par la suite à la famille de Ferrette. Il est acheté par le prince-évêque de Bâle en 1271. Endommagé par le tremblement de terre de 1356, il est abandonné après la guerre de Souabe en 1499. La ruine est acquise par l’historien Auguste Quiquerez et rénovée par celui-ci au XIXe siècle. Elle a fait l'objet de divers travaux entrepris par la Société des Amis du Château de Soyhières, en 1920-1958.